# Friedrich Ebert młodszy
Friedrich Ebert młodszy (ur. 12 września 1894 w Bremie, zm. 4 grudnia 1979 w Berlinie Wschodnim) – niemiecki polityk, syn prezydenta Niemiec Friedricha Eberta.
Wieloletni działacz socjalistyczny, w okresie III Rzeszy pozostawał pod obserwacją policyjną, został także na rok wcielony do Wehrmachtu. W NRD był członkiem najwyższych władz partyjnych i państwowych, nadburmistrzem Berlina (1948–1967), deputowanym do Izby Ludowej (od 1949) oraz członkiem (od 1960) i zastępcą przewodniczącego Rady Państwa (od 1971). Od 1946 członek Komitetu Centralnego, a od 1949 członek Biura Politycznego KC SPJN.
Od 1 sierpnia do 3 października 1973 pełnił obowiązki przewodniczącego Rady Państwa (formalnej głowy państwa) NRD (po śmierci Waltera Ulbrichta).
Odznaczony m.in. Orderem Karla Marksa, Orderem Zasługi dla Ojczyzny oraz Orderem „Wielka Gwiazda Przyjaźni między Narodami”.
Z racji sprawowanych funkcji był „skoszarowany” w partyjno-rządowych osiedlach kierownictwa NRD – początkowo wokół Majakowskiring w Berlinie-Pankow, następnie na Osiedlu Leśnym pod Bernau. Został pochowany na Cmentarzu Centralnym Friedrichsfelde w Berlinie.